# جيني جاجو
جيني جاجو (بالإنجليزية: Jenny Gago)‏ هي ممثلة أمريكية، ولدت في 11 سبتمبر 1953 في بيرو. بدأت مشوارها المهني سنة 1978.

## أعمال

### أفلام
- (2005) المدرب كارتر[3]

### مسلسلات
- الضياع
- جاغ

## وصلات خارجية
- جيني جاجو على موقع IMDb (الإنجليزية)
- جيني جاجو على موقع ألو سيني (الفرنسية)
- جيني جاجو على موقع أول موفي (الإنجليزية)
- جيني جاجو على موقع قاعدة بيانات الأفلام السويدية (السويدية)
- جيني جاجو على موقع قاعدة بيانات الفيلم (الإنجليزية)
- جيني جاجو على موقع كينوبويسك (الروسية)